# Emelie Westberg
Emelie Nykvist, ursprungligen Westberg, född 6 april 1990 i Nacka, är en svensk tidigare handbollsspelare (vänsternia). Hon är tvillingsyster till Johanna Westberg.
Hon spelade i Sveriges U20-landslag 2010 och gjorde 11 mål i turneringen. Hon är fostrad i Skuru IK. Där spelade hon tillsammans med sin tvillingsyster Johanna Westberg och Nathalie Hagman. Hon bytte klubb från Skuru IK til Lugi HF 2014. Efter det spelåret blev Emelie proffs i Danmark och Nykøbing Falster Håndboldklub. Här återförenades hon med systern Johanna  Westberg och Nathalie Hagman 2016-2017 och tillsammans vann de guld i danska mästerskapet den säsongen. .Efter fem år i Nykøbing Falster Håndboldklub lämnade hon klubben 2020 efter att fött sitt första barn.